# غران بريميو ديلا كوستا إتروششي 2015
غران بريميو ديلا كوستا إتروششي 2015 (بالإيطالية: Gran Premio Costa degli Etruschi 2015 )‏ هو سباق دراجات هوائية، وهو الموسم رقم 20 من نفس السباق، وأقيم في 8 فبراير 2015، وامتدّ لمسافة 200 كيلومتر، وهو أحد سباقات طواف أوروبا للدراجات 2015، وهو من نوع سباق يوم واحد، وقد شارك في السباق 136 متسابقاً، ووصل إلى نهايته 93 متسابقاً.
فاز فيه بالمركز الأول مانويل بيليتي، وبالمركز الثاني Davide Viganò ‏، وبالمركز الثالث نيكولو بونيفازيو.

## الفرق
| فريق عالمي- Lampre-Merida فرق قارية محترفة (7)- أندروني جوكاتولي-سيدرمك 2015 ‏ - Bardiani CSF - Colombia (cycling team) ‏ - Cult Energy Pro Cycling ‏ - نيبو-فيني فانتيني-يوربا أوفيني ‏ - غازبروم روسفيلو ‏ - ساوث إيست 2015 ‏ فرق قارية (9)- أموري وفيتا - برودير ‏ - Team Felt–Felbermayr ‏ - GM Europa Ovini ‏ - Team Idea 2010 ASD ‏ - Kamen Pazin ‏ - MG.K vis Colors for Peace ‏ - Akros–Excelsior–Thömus ‏ - Trevigiani Phonix–Hemus 1896 ‏ - Szuper Beton ‏ فريق وطني- فريق إيطاليا لركوب الدراجات 2015 ‏ |  |
| |  |

## وصلات خارجية
- الموقع الرسمي
- غران بريميو ديلا كوستا إتروششي 2015 على موقع إحصائيات الدراجات الإحترافية (الإنجليزية)